# Mordella erythrura
Mordella erythrura es una especie de coleóptero de la familia Mordellidae.

## Distribución geográfica
Habita en Chile.